# Zardeh Malek
Zardeh Malek (persiska: زرده ملك) är en ort i Iran.   Den ligger i provinsen Östazarbaijan, i den nordvästra delen av landet, 400 km nordväst om huvudstaden Teheran. Zardeh Malek ligger 1 350 meter över havet och antalet invånare är 112.
Terrängen runt Zardeh Malek är huvudsakligen lite kuperad. Zardeh Malek ligger nere i en dal. Runt Zardeh Malek är det ganska glesbefolkat, med 40 invånare per kvadratkilometer. Närmaste större samhälle är Darīn Daraq, 6,7 km norr om Zardeh Malek. Trakten runt Zardeh Malek består i huvudsak av gräsmarker.